# Dan Geer
Dan Geer, Daniel Earl Geer, Jr. er en it-sikkerhedsanalytiker og risikostyringsspecialist. Han er anerkendt for at gøre opmærksom på sikkerhedsproblemer indenfor kritiske it-systemer og computernetværk, før risiciene var bredere forstået - og for banebrydende arbejde indenfor finansiel sikkerhed.
Geer er chief information security officer (CISO) for In-Q-Tel, en almennyttig organisation venturekapital firma, som investerer i teknologi som understøtter Central Intelligence Agency (CIA).
I 2003 offentliggjorde Geer en 24 siders rapport med titlen "CyberInsecurity: The Cost of Monopoly" via Computer and Communications Industry Association (CCIA). Rapporten blev forfattet sammen med bl.a. Bruce Schneier. Rapporten argumenterede at Microsofts operativsystems dominans var en trussel imod national sikkerhed. Geer blev fyret (fra konsulentvirksomheden @Stake) på dagen rapporten blev offentliggjort. Geer har efterfølgende anført at ændringer i Microsoft Windows Vista-operativsystemet (især ASLR) som bevis på at Microsoft "accepterede rapporten".

## Tilskrivelser
- Geer's Law: Any security technology whose effectiveness can't be empirically determined is indistinguishable from blind luck.